# Limnosphäre

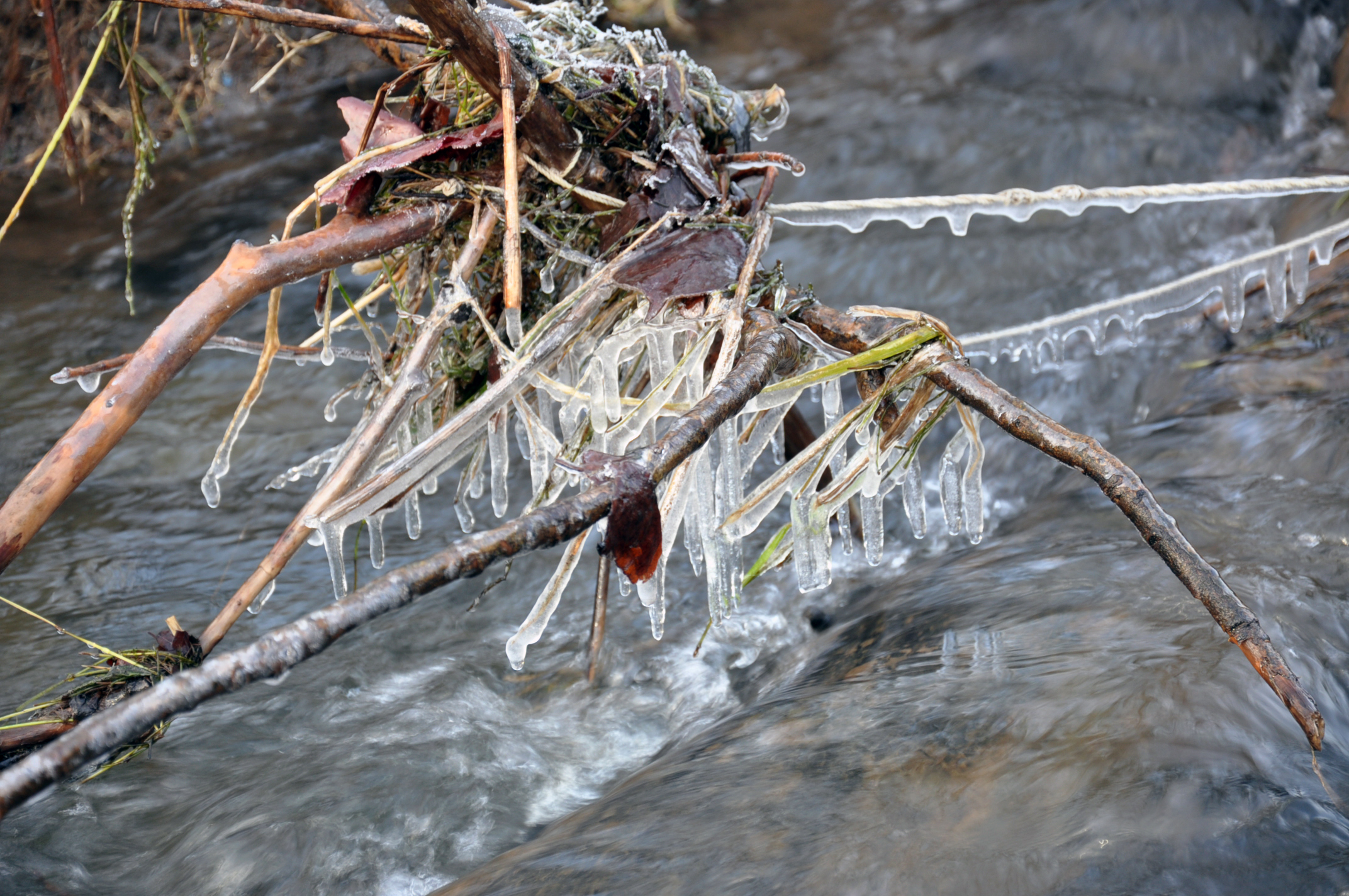
Gefrorene und flüssige Anteile der Limnosphäre.

Die Limnosphäre ist eine der Erdsphären. Sie bezeichnet die Gesamtheit der limnischen Gewässer der Erde. Damit schließt sie sämtliche oberirdischen Wässer der Festländer ein (Binnengewässer). Außerdem umfasst sie ebenso die dortigen unterirdischen Wässer (terrestrische Bodenwässer beziehungsweise terrestrische Grundwässer).
Die Limnosphäre stellt den zweitgrößten der drei Teile der erdoberflächennahen Hydrosphäre. Der anderen Teile heißen Ozeanosphäre und atmosphärisches Wasser. Ein Synonym für die Limnosphäre lautet Binnenhydrosphäre.
Die Wässer der Limnosphäre bestehen in der Regel aus Süßwasser. Allerdings gibt es eine ganze Reihe Ausnahmen. Dazu gehören Salzseen und Mineralquellen. Als Abschnitte der Hydrosphäre sind sowohl Limnosphäre als auch Ozeanosphäre vollständig und gleichermaßen eingebunden in den erdweiten Wasserkreislauf. In Nähe der Küsten gehen demzufolge ihre Wässer fließend ineinander über. Dort können sich Naturerscheinungen herausbilden, die im Übergangsfeld anzusiedeln sind zwischen Limnosphäre und Ozeanosphäre. Zu solchen Naturerscheinungen des Übergangs gehören beispielsweise die Wässer in den Wattenküsten, welche gezeitenbedingt weder gänzlich zum Festland noch vollständig zum Meer gehören. Auch können Süßwasser aus den Hinterländern unterirdisch bis vor die Küsten gelangen und dort unter dem Meeresspiegel Süßwasserquellen speisen.